# 派勒特諾布 (密蘇里州)
派勒特諾布（英語：Pilot Knob）是位於美國密蘇里州艾昂縣的城市。

## 人口
根據2020年美國人口普查的數據，派勒特諾布的面積為2.32平方千米，皆為陸地。當地共有人口671人，而人口密度為每平方千米289人。